# Ochrochernes galatheae
Ochrochernes galatheae es una especie de arácnido  del orden Pseudoscorpionida de la familia Chernetidae.

## Distribución geográfica
Se encuentra en Java y Taiwán.